# Geheimrat Breuhahn
Geheimrat Breuhahn ist eine Sorte des Apfels (Malus domestica), die als Zufallssämling aus der Sorte 'Halberstädter Jungfernapfel' 1895 nach Geisenheim kam. Seit 1934 ist sie im Handel erhältlich. 

## Beschreibung
Der mittelstarkwüchsige Baum bildet aufrechte Leitäste aus, die sich später neigen. Die anfänglich pyramidale Krone wird später breiter. Er ist anfällig auf Stippe und leichte Schalenbräune. Weniger anfällig ist er auf Apfelschorf. 
Die Blütezeit ist kurz bis mittellang. Die Blüten werden an ein- und zweijährigen Langtrieben sowie endständig an Kurztrieben ausgebildet. 
Die normal mittelgroße Frucht wird 60 mm breit und 53 mm hoch und erreicht ein Gewicht von 90 Gramm. Die glatte, mäßig fettige und später klebrig mürbe Schale ist gelbgrün bis rötlichgelb gefärbt und trüb orangerot marmoriert. Das gelblich weiße Fruchtfleisch ist feinzellig, saftig, mild säuerlichsüß und aromatisch. Die Pflückreife ist ab Ende September bis Anfang Oktober, Genussreife von Oktober bis April. Der Apfel ist gut lagerfähig, aber auch für den Frischverzehr geeignet.